# Chronique de Dalimil
La Chronique de Dalimil est la première chronique écrite en langue tchèque. Elle a été créée par un auteur inconnu du début du XIVe siècle. Elle trace l'origine des Serbes et le lieu d'origine des Slaves.
Cette chronique contient des informations, déjà présentes dans des chroniques antérieures écrites en latin, ainsi que des expériences propres à l'auteur. La chronique se termine vers 1314, avec le règne de Jean Ier.
Il existe également une traduction allemande.
Récemment, en 2005, un fragment d'une traduction latine a été découvert à la bibliothèque nationale de France, par François Avril. Il a été acheté en 2005 par la Bibliothèque nationale de Prague. Selon ses dessins, on a déduit que son auteur était originaire d'Italie du Nord.
On suppose que cette traduction serait liée aux séjours de Charles IV du Saint-Empire en France et en Italie.